# Serrinha (Bahia)
Serrinha é um município brasileiro do estado da Bahia, sendo o 22° município com a maior população do estado. A cidade está localizada na mesorregião do Nordeste Baiano e microrregião de Serrinha, a 175 km de Salvador. Está a uma altitude de 379 metros em relação ao nível do mar.

## História
A região onde se localiza o município de Serrinha, inicialmente era habitada por índios da nação Cariri, quando, no início do século XVII, colonizadores portugueses abriram a Estrada das Boiadas, que ligava a capital da colônia ao Alto Sertão do São Francisco.
Em 1716, o local onde fica a cidade era um logradouro da fazenda Tamboatá, pertencente aos herdeiros do fidalgo Miguel de Saldanha. Em 1723, Joana Guedes e seu esposo, João Mascarenhas, venderam a propriedade ao português Bernardo da Silva. A sede da fazenda foi então transferida para as adjacências de uma pequena serra, passando, daí em diante, a ser conhecida como Serrinha pelos comerciantes de gados e tropeiros que se destinavam ao rio São Francisco. A localidade tinha como finalidade criar gado e servir de local de descanso para homens e animais. No período possuía dez casas de telha. [carece de fontes?]
Com o falecimento de Bernardo da Silva, seus herdeiros doaram um pedaço de terra à Santana, em nome da qual foi erguida uma capela (concluída em 1780), tornando-se freguesia em 1838. Surgiu o Município em 1876, após tornar-se centro comercial e agropecuário, recebeu foros de cidade. Foi desmembrado da Vila da Purificação dos Campos (Irará).[carece de fontes?]
A história da cidade pode ser dividida em 3 períodos: o primeiro, entre 1612 e 1891 quando a estrada das boiadas foi criada; o segundo, após 1890 até 1969, quando Serrinha é elevada a cidade; e o terceiro, quando a cidade se expandiu até os dias de hoje.[carece de fontes?]
Em 1º de junho de 1838, a lei nº 67 criou o Distrito de Paz de Serrinha, e elevou a capela à categoria, com paróquia própria, pelo Arcebispo D. Romualdo Antônio Seixas. Pela Lei Provincial nº 1.069 de 13 de junho de 1876, foi o Arraial de Serrinha elevado à categoria de Vila e criado o Município de Serrinha, com território desmembrado da Vila da Purificação dos Campos, sendo instalado a 11 de janeiro de 1877. A Vila de Serrinha recebeu foros de "cidade" pelo Ato estadual de 30 de junho de 1891, assinado pelo Barão de Lucena, fato que constou da data de 4 de junho de 1891 do Conselho Municipal de Serrinha. A instalação solene da cidade ocorreu em 30 de agosto de 1891, segundo consta na Ata do Conselho Municipal de Serrinha do referido dia.[carece de fontes?]

## Administração municipal
O fundador do município, e tido muitas vezes como primeiro administrador, foi o português Bernardo da Silva.
Abaixo seguem os nomes de alguns dos prefeitos do município:
| Nome                                                    | Partido     | Período em ofício |
| ------------------------------------------------------- | ----------- | ----------------- |
| Aluízio Carneiro                                        |             | 1977-1983         |
| Antônio Josevaldo "Zevaldo" da Silva Lima               |             | 1983-1988         |
| Paulino Alexandre Santana                               |             | 1989-1992         |
| Claudionor Ferreira "Ferreirinha" da Silva              |             | 1993-1995         |
| Dr. Hamilton Safira (vice no cargo de prefeito)         |             | 1995-1996         |
| Paulino Alexandre Santana                               | PL          | 1997-2000         |
| Antônio Josevaldo "Zevaldo" da Silva Lima               | PFL         | 2001-2004         |
| Claudionor Ferreira "Ferreirinha" da Silva Filho        | PMN         | 2005-2008         |
| Tânia de Freitas Mota Lômes (vice no cargo de prefeito) | PSDB        | 2008-2008         |
| Osni Cardoso de Araújo                                  | PT          | 2009-2016         |
| Adriano Silva Lima                                      | sem partido | 2017-2024         |
| Cyro Oliveira Silva Novais                              | MDB         | 2025-2028         |

A atual legislatura do município (2025-2028) conta com 17 vereadores:
- Alexandre Lima Araújo Júnior (MDB)
- Edylene Lopes Ferreira (PSD)
- Gilberto Santiago de Carvalho (PP) Suplente
- Ícaro dos Santos Oliveira (MDB)
- Isaque Souza Sampaio (PL)
- João Maickson Lemos de Araújo (Solidariedade)
- José Marcone de Oliveira Santos (PSDB)
- Lucas Maciel de Oliveira (PT)
- Magneide Maria de Oliveira (PDT)
- Marcicleide Rosário dos Santos (PMB)
- Marcos Lima da Costa (PDT)
- Mariana Cunha Vilalva Ribeiro (PSD)
- Marleide Antunes Barreto (PODE) Suplente
- Radson Rogério Pires da Silva (PODE)
- Reginaldo Damasceno Santana (PP)
- Rosineide da Silva Lima Souza (PT)
- Thiago Pastor Pimentel (PODE)

## Geografia
Serrinha pertence à bacia hidrográfica do Rio Inhambupe e sua população é abastecida por mananciais de Biritinga. A vegetação se enquadra nos padrões de floresta estacional.

### Clima
O clima do município varia do semiárido ao clima tropical. A temperatura atinge máximas de 32°C no verão e mínimas de 14°C no inverno, apresentando amplitude térmica anual de 18ºC.
Segundo dados do Instituto Nacional de Meteorologia (INMET), referentes ao período de 1961 a 1970, 1977 a 1980, 1986 a 1989 e a partir de 1993, a menor temperatura registrada em Serrinha foi de 11,2 °C em 14 de junho de 1997, e a maior atingiu 39,4 °C em 26 de fevereiro de 2006. O maior acumulado de precipitação em 24 horas foi de 134,2 milímetros (mm) em 26 de novembro de 1996. Outros grandes acumulados iguais ou superiores a 100 mm foram 132,9 mm em março de 1997, 129,2 mm em 10 de dezembro de 2010, 121,3 mm em 28 de novembro de 2005, 100,4 mm em 13 de março de 2001 e 100 mm em 18 de janeiro de 2004. Março de 1997, com 451,7 mm, foi o mês de maior precipitação, batendo o antigo recorde de 433,8 mm em abril de 1966.
| Dados climatológicos para Serrinha | Dados climatológicos para Serrinha | Dados climatológicos para Serrinha | Dados climatológicos para Serrinha | Dados climatológicos para Serrinha | Dados climatológicos para Serrinha | Dados climatológicos para Serrinha | Dados climatológicos para Serrinha | Dados climatológicos para Serrinha | Dados climatológicos para Serrinha | Dados climatológicos para Serrinha | Dados climatológicos para Serrinha | Dados climatológicos para Serrinha | Dados climatológicos para Serrinha |
| Mês | Jan                                | Fev                                | Mar                                | Abr                                | Mai                                | Jun                                | Jul                                | Ago                                | Set                                | Out                                | Nov                                | Dez                                | Ano                                |
| --- | ---------------------------------- | ---------------------------------- | ---------------------------------- | ---------------------------------- | ---------------------------------- | ---------------------------------- | ---------------------------------- | ---------------------------------- | ---------------------------------- | ---------------------------------- | ---------------------------------- | ---------------------------------- | ---------------------------------- |
| Temperatura máxima recorde (°C) | 38,5                               | 39,4                               | 38,4                               | 37,9                               | 35,9                               | 32,7                               | 32,9                               | 34,2                               | 35,5                               | 38,5                               | 39,2                               | 38,4                               | 39,4                               |
| Temperatura máxima média (°C) | 33,2                               | 33,3                               | 32,7                               | 31,1                               | 29                                 | 27                                 | 26,7                               | 27,2                               | 29,3                               | 31,4                               | 32,4                               | 33                                 | 30,5                               |
| Temperatura média compensada (°C) | 26,1                               | 26,3                               | 26,2                               | 25,1                               | 23,7                               | 22,1                               | 21,5                               | 21,6                               | 23                                 | 24,6                               | 25,4                               | 26                                 | 24,3                               |
| Temperatura mínima média (°C) | 21,4                               | 21,7                               | 21,8                               | 21,2                               | 20,3                               | 18,8                               | 18,1                               | 17,8                               | 18,7                               | 20,1                               | 20,9                               | 21,4                               | 20,2                               |
| Temperatura mínima recorde (°C) | 16,8                               | 17,1                               | 17,9                               | 17,5                               | 15,9                               | 11,2                               | 13,9                               | 13,6                               | 14,4                               | 13                                 | 15,3                               | 17,4                               | 11,2                               |
| Precipitação (mm) | 71                                 | 56,2                               | 83,1                               | 69,6                               | 71,3                               | 95,2                               | 67,6                               | 54,4                               | 38,6                               | 38,2                               | 63,4                               | 65,7                               | 774,3                              |
| Dias com precipitação (≥ 1 mm) | 6                                  | 6                                  | 8                                  | 9                                  | 10                                 | 14                                 | 13                                 | 11                                 | 6                                  | 5                                  | 5                                  | 5                                  | 98                                 |
| Umidade relativa compensada (%) | 69,1                               | 69,6                               | 71,4                               | 77,4                               | 82,1                               | 86                                 | 84,7                               | 82,4                               | 76,3                               | 71                                 | 69,2                               | 69                                 | 75,7                               |
| Insolação (h) | 229,8                              | 201,5                              | 212,9                              | 178,9                              | 158,1                              | 123,7                              | 142,8                              | 156,8                              | 175,8                              | 202                                | 202                                | 215,5                              | 2 199,8                            |
| Fonte: Instituto Nacional de Meteorologia (INMET) (normal climatológica de 1981-2010; recordes de temperatura: 02/04/1961 a 31/12/1970, 01/01/1977 a 31/12/1980, 01/01/1986 a 31/01/1989, 01/03/1989 a 31/03/1989 e 01/01/1993-presente) |                                    |                                    |                                    |                                    |                                    |                                    |                                    |                                    |                                    |                                    |                                    |                                    |                                    |

## Infraestrutura

### Educação
Serrinha é sede do 4° Núcleo Territorial de Educação (NTE), e tem uma vasta oferta de colégios e escolas estaduais. Além disso, a cidade abriga um campus do CJCC e campi de duas instituições de ensino público superior, além de diversas instituições de ensino superior privado, incluindo:

#### Públicas
- Instituto Federal de Educação, Ciência e Tecnologia Baiano (IF Baiano)[19]
- Universidade do Estado da Bahia (UNEB), Campus XI[20]

#### Privadas
- Centro Universitário Internacional (UNINTER)
- Faculdade FAEL
- UNIASSELVI
- Universidade Salvador (UNIFACS)
- Universidade Norte do Paraná (UNOPAR)

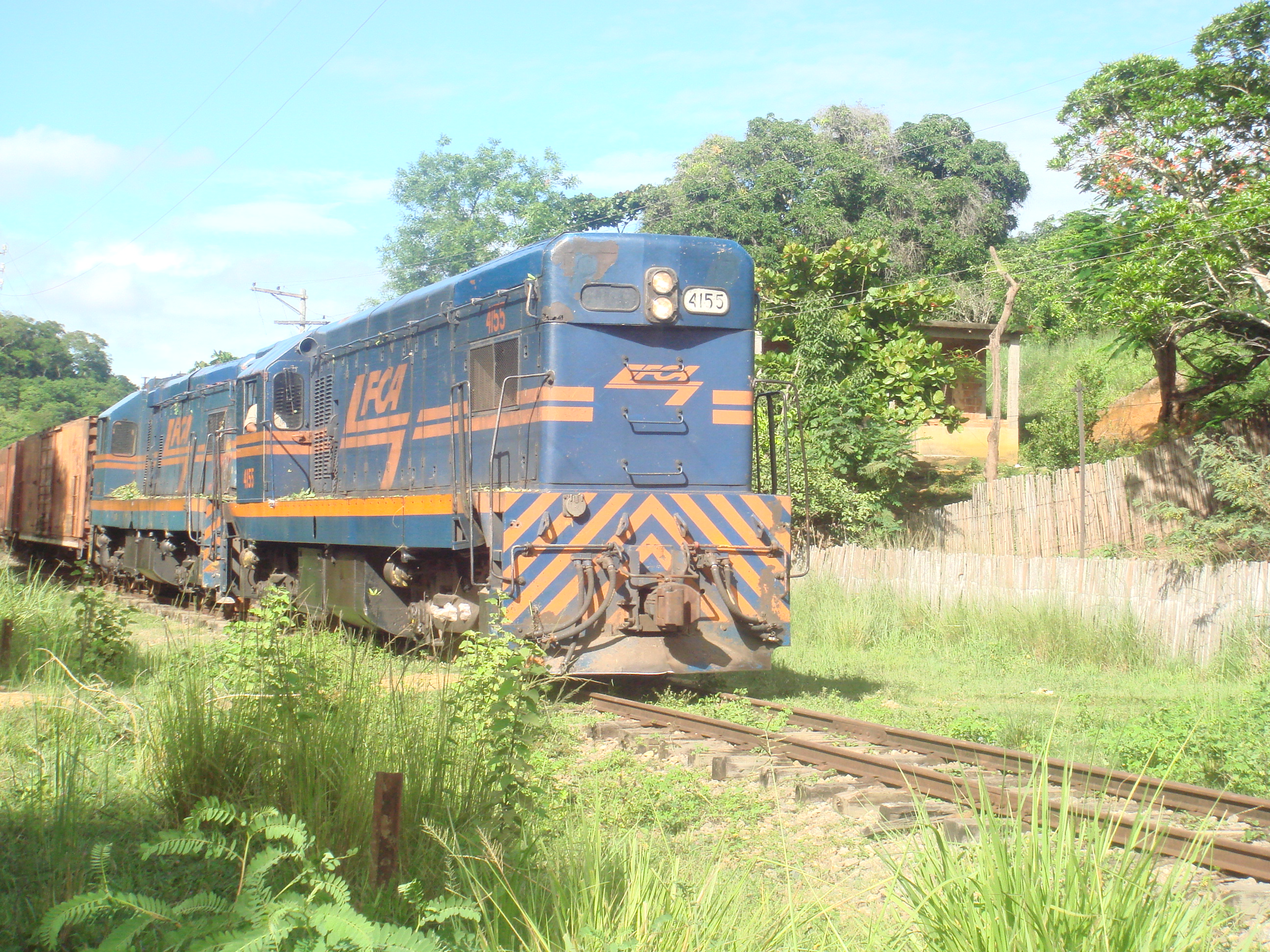
Trem da Ferrovia Centro-Atlântica muito comum na cidade

- Universidade Paulista (UNIP)

## Cultura
Serrinha possui manifestações culturais muito diversificadas, que passam pelas folclóricas, pagãs, religiosas ou outras.

### Eventos religiosos
- Semana Santa: em toda Quinta-feira Santa, desde a década de 1930, os fiéis católicos se unem em penitência para Procissão do Fogaréu, acendendo tochas e percorrendo um trajeto saindo da Praça da Catedral à Colina de Sant'ana. Durante a procissão, os fiéis realizam um percurso de 5 km, até chegar à imagem de Senhora Sant'Anna. Na Sexta-feira Santa os fiéis visitam o Monte Guarani em penitência, seguindo com a Procissão do Senhor Morto. No sábado acontece a procissão do encontro e a missa da ressurreição. No domingo é celebrada a missa de Páscoa.
- Festa da Padroeira: Acontece todo mês de julho o novenário em louvor à Senhora Sant'ana, padroeira do município, no dia 26, é realizada a Celebração na Catedral, seguida procissão com a imagem da padroeira pelas principais ruas e avenidas da cidade em comemoração ao dia da padroeira. A capela em louvor à santa foi construída em 1780. Nela está enterrado Bernardo da Silva, cuja propriedade deu origem à cidade. Guarani com a c[21]
- No dia 30 de Novembro é realizado no centro da cidade um evento gospel e religioso em comemoração ao Dia dos Evangélicos.[22]
- Semana Espípírita de Serrinha é realizada desde 1959, sempre no mês de agosto. É uma promoção do Centro Espírita Deus, Cristo e Caridade.[23]

### Eventos festivos
- São João: Todos os anos acontece a tradicional festa de São João com grandes atrações do forró nordestino e com grandes fogueiras. Entre o período de 2009 a 2015, a festa junina do São João se desloca[onde?], passando a ser comemorado no São Pedro[onde?]. A partir de 2017 a tradicional festa do São João retorna ao calendário festivo do município.
- Vaquejada de Serrinha: Teve início em 1967, quando Valdete Carneiro e Neném de Maroto resolveram criar um evento que significasse bênção e a confraternização dos vaqueiros da região. Com o passar do tempo, a festa ganhou força e prestígio e os prêmios simbólicos tornaram-se valiosos. A estrutura se desenvolveu e comporta mega-shows com a apresentação de artistas nacionais.[24]
- Moto Argola: Evento esportivo realizado todos os meses de Outubro e conta com a participação de centenas de motociclistas do estado e do país.[25]